# Brockhampton Estate

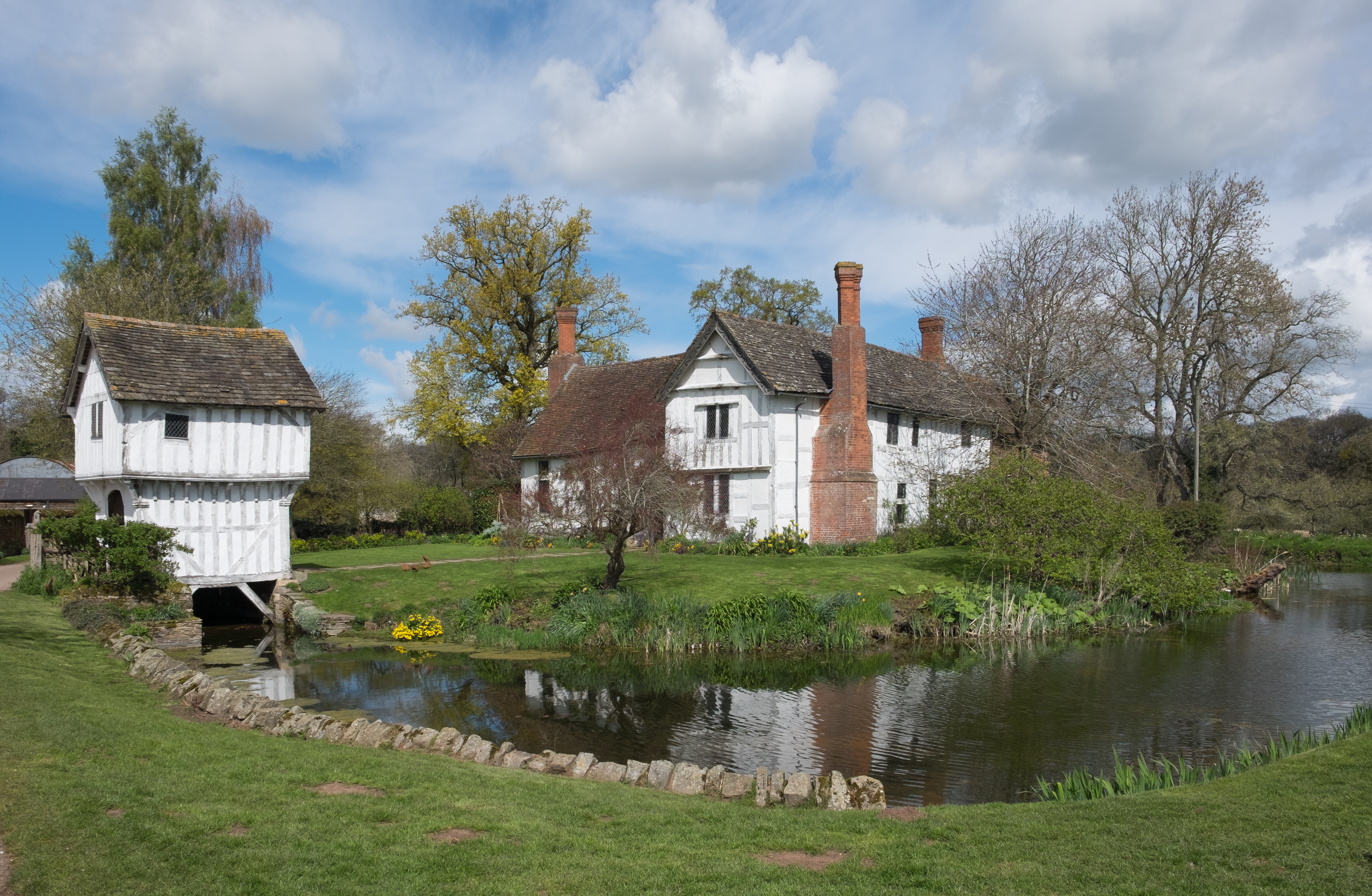
Brockhampton Estate mit Torhaus

Brockhampton Estate ist ein historisch bedeutsamer Gutshof in Herefordshire im Besitz des National Trust. 
Das Hauptgebäude wurde im Jahr 1425 in der Mitte der Gutsanlage von John Dumbleton erbaut. Dabei wurde wahrscheinlich auf dem Landbesitz gewonnenes Holz verwendet. Ausgrabungen zeigten, dass im Mittelalter auf dem Anwesen Getreide angebaut wurde. Im Verlauf der Geschichte passten die nachfolgenden Generationen das Hauptgebäude ihren jeweiligen Bedürfnissen an. Während der Georgianischen Epoche zogen die Gutsbesitzer in ein größeres Anwesen, um von ihren Arbeitern räumlich getrennt zu sein. In der Folge lebte das Gesinde in Brockhampton Estate.    